# Tarmo Oja
Tarmo Oja, född 21 december 1934 i Tallinn, Estland, död 18 november 2024 i Uppsala var en svensk astronom.
Oja disputerade vid Uppsala universitet 1966 på avhandlingen "A study of galactic structure in Cassiopeia". Han var 1970–1999 professor och föreståndare för Kvistabergs observatorium, filialobservatorium till Uppsala universitets astronomiska observatorium.
Hans astronomiska forskningsområden har bland annat varit Vintergatans struktur samt variabla stjärnor.
Asteroiden 5080 Oja har fått sitt namn efter honom.